# Supercoupe d'Islande de football 1969
La supercoupe d'Islande de football 1969 est la 1e édition de la Supercoupe islandaise. Disputée de février à mai 1969, elle a été remportée par le KR Reykjavik.
Le club champion de la saison précédente affronte le club vainqueur de la Coupe d'Islande dans une série de 4 matchs. Un classement par points est établi, le club terminant en tête remportant la compétition.

## Clubs participants
- KR Reykjavik - Champion d'Islande 1968
- ÍBV Vestmannaeyjar - Vainqueur de la Coupe d'Islande 1968

## Compétition

### Classement
Le barème de points servant à établir le classement se décompose ainsi :
- Victoire : 2 points
- Match nul : 1 point
- Défaite : 0 point